# Протич, Милета
Милета Протич (серб. Милета Протић; 21 июня 1913, Товаришево — 19 декабря 1944, Жепче) — югославский лётчик, майор Народно-освободительной армии Югославии, командир 1-й истребительной югославской эскадрильи.

## Биография
Родился 21 июня 1913 в деревне Товаришево близ Бачки-Паланки в богатой сельской семье. У него было также четверо братьев и сестёр. Окончил начальную школу в родном селе, четыре класса гражданской школы в Бачке-Паланке в 1927 году и гимназию Сомбора осенью 1931 года. В 1934 году окончил военно-морскую академию Дубровника, после нескольких лет службы на корабле перебрался в пилотскую школу, в которой учился на пилота гидросамолёта. До войны дослужился до звания командира фрегата (старший лейтенант) и стал пилотом гидросамолёта.
В дни Апрельской войны Милета находился на авиа- и морской базе Дивуле. Узнав о капитуляции Югославии, Милета с группой лётчиков выбрался в Которский залив в Ораховац, где некоторое время скрывался от итальянцев и немцев (по условиям капитуляции все военные должны были сдать корабли и самолёты оккупационным войскам). 15 апреля Милета выбрался на остров Корфу, а оттуда по маршруту Патры—Пирей—Крит приплыл в Египет, в Абукирский залив 22 апреля.
22 апреля 1944, ровно три года спустя после прибытия Милеты Протича и его спутников, на аэродроме Бенина (Ливия) была образована 1-я истребительная югославская эскадрилья под именем 352-й югославской эскадрильи Королевских ВВС Великобритании, которая де-юре всё же была причислена к Народно-освободительной армии Югославии. 21 мая 1944 Протич принёс воинскую присягу НОАЮ маршалу Иосипу Брозу Тито и народам Югославии, получив знамя Новой Югославии. Этот день стал праздноваться в СФРЮ как День военной авиации и ПВО.
В составе эскадрильи было 16 самолётов Supermarine Spitfire VC, а также учебные самолёты Harvard II и Hawker Hurricane. С 25 по 30 июня в распоряжение эскадрильи были переданы самолёты Spitfire типов Mk, Vb и Vc с югославскими красными звёздами на фюзеляже: югославы стали единственным народом, которым разрешили наносить собственные изображения на самолёты в королевских ВВС. Милета во время обучения был заместителем командира (формальным командиром был Джон Эрнест Проктор).
В начале сентября 1944 года Милета Протич с аэродрома Италии со своей эскадрильей перебазировался на остров Вис. За свою воинскую службу он выполнил 65 заданий. На своё 66-е и последнее задание он вылетел 19 декабря 1944 с аэродрома Кан в Италии: в тот день, нанося бомбовый точечный удар по немецкой танковой колонне близ Жепче, Протич был сбит зенитным орудием и погиб.
Похоронен Протич в родной деревне Товаришево: в память о нём установлен памятник в центре села, а школа переименована в его честь. Посмертно награждён Орденом Партизанской Звезды I степени.